# Amphipoea flavo
Amphipoea flavo är en fjärilsart som beskrevs av Heydemann 1931. Amphipoea flavo ingår i släktet Amphipoea och familjen nattflyn. Inga underarter finns listade i Catalogue of Life.